# Rondon (kommun i Brasilien)
Rondon är en kommun i Brasilien.   Den ligger i delstaten Paraná, i den södra delen av landet, 1 000 km sydväst om huvudstaden Brasília. Antalet invånare är 9 005.
Omgivningarna runt Rondon är huvudsakligen savann. Runt Rondon är det ganska glesbefolkat, med 34 invånare per kvadratkilometer.